# 唐咨
唐 咨（とう し、生没年不詳）は、中国三国時代の武将。徐州東海郡利城県の人。『三国志』魏志「諸葛誕伝」に附伝されている。その他、魏志・呉志の各所に名が窺える。
魏で反乱を起こしたが失敗し、呉に仕えた。呉では厚遇を受け武官として出世した。諸葛誕の反乱の援軍に派遣されたが敗れて降伏し、魏に再び帰参した。

## 生涯
魏の曹丕（文帝）の時代である黄初年間、利城郡において反乱が起き、太守が殺害された後に唐咨が反乱の指導者として祭り上げられた。しかし、曹丕が派遣した追討軍により反乱は鎮圧されてしまった。このため唐咨は船で海中に逃走し、呉の孫権を頼って落ち延びた。
嘉禾3年（234年）、廬陵郡・会稽郡・南海郡で賊が蜂起した。このため嘉禾4年（235年）、唐咨は孫権の命令で劉纂と共に呂岱の指揮下につけられ、反乱の鎮圧にあたった。さらに嘉禾5年（236年）、唐咨は廬陵の賊である羅厲を捕虜とした。
豫章・臨川の賊である董嗣の略奪を阻止するため、吾粲と共に兵士3000人を率いて防戦したが、数カ月経ってもこれを退けることはできなかった。
赤烏2年（239年）冬10月、都督の廖式が臨賀太守の厳綱を殺害し、平南将軍を自称して反乱を起こした。反乱の影響は零陵郡・桂陽郡や交州の蒼梧郡・鬱林郡にまで及び数万人の規模となった。このため唐咨は、孫権の命令で呂岱と共にその討伐にあたり、1年ほどでこれを鎮圧した。
五鳳3年（256年）、同じ魏からの降将である文欽とともに進言し、孫峻に北伐を実施させた。同年8月に派遣された呂拠率いる先発隊に、唐咨も前将軍として従軍した。途中で孫峻が急死し孫綝が継ぐと、呂拠はこれに不満を持ち反乱を起こそうとした。しかし、唐咨は孫綝の命令を受け文欽と共に呂拠を攻撃し、これを滅ぼした。
呉においては左将軍にまで出世し、列侯され持節も与えられたという。
甘露2年（258年）5月、魏に対し反乱を起こした諸葛誕への援軍の将の1人として、文欽らと共に寿春に籠城し魏軍と戦ったが、魏の包囲陣の前に呉の後続の援軍が断れたため、城中に孤立した（諸葛誕の乱）。
甘露3年（259年）3月、寿春が落城し唐咨は捕虜となった。魏の司馬昭は諸葛誕・文欽・唐咨を三人の謀反人と呼び、魏の人達も唐咨が捕虜になったことを嘲笑した。しかし、司馬昭が唐咨を赦免し安遠将軍に任じるなど、厚遇を与えたため、人々は司馬昭の徳を賞賛したという。なお、他の呉からの降伏者も同様に厚遇を受けたため、呉側も彼等の家族を処刑するようなことはしなかったという。
景元3年（262年）冬、司馬昭は腹心の鍾会を仮節・都督関中諸軍事・鎮西将軍に任命し、蜀漢攻撃の準備をすすめる一方で、東方の州に船の建造を命じた。さらに唐咨に命じて大型の海上船を建造させ、表向きは呉攻撃の準備に見せかけようとしたという。以後の事績は不詳である。

## 三国志演義
小説『三国志演義』でも、諸葛誕の反乱における援軍の将として登場し、魏軍に敗れて呉に戻ろうとするが、孫綝に処刑されることを恐れ、司馬昭に投降したことにされている。なお、呉に残していた家族は孫綝によって処刑されてしまう。後の蜀討伐にも参加している。